# Adunarea Națională (Namibia)
Adunarea Națională este camera inferioară a Parlamentului bicameral al Namibiei. Din 2014, are un număr de 104 membri. 96 de membri sunt aleși direct printr-un sistem de reprezentare proporțională de liste închise și sunt aleși pentru un mandat de cinci ani. Opt membri sunt numiți de președintele Namibiei.
Adunarea Națională a Namibiei a apărut în 21 martie 1990 de Ziua Independenței din Adunarea Constituantă a Namibiei, în urma alegerilor din noiembrie 1989. La acele alegeri, după instrucțiunile stabilite de Organizația Națiunilor Unite, a inclus observatorii străini în efortul de a asigura un proces electoral corect și liber. Actuala Adunare Națională a fost formată în urma alegerilor din 28 noiembrie 2014. Din 2015, membrul partidului SWAPO Peter Katjavivi este președintele Adunării Naționale.